# جمع الطوابع حسب الفئة
جمع الطوابع حسب الموضوع أو حسب الفئة، وهو جمع طوابع البريد المتعلقة بموضوع أو مفهوم معين. يمكن أن تكون المواضيع أي شيء تقريباً، وضعت صورتهُ على الطوابع، من صور الطيور والقطارات والشعراء، إلى صور مشاهير الأطباء والعلماء، إلى جانب صور الأشخاص والأحداث التاريخية على الطوابع، والتي غالباً ما تكون موضوعاً أساسياً للعديد من الدول المصدرة للطوابع.

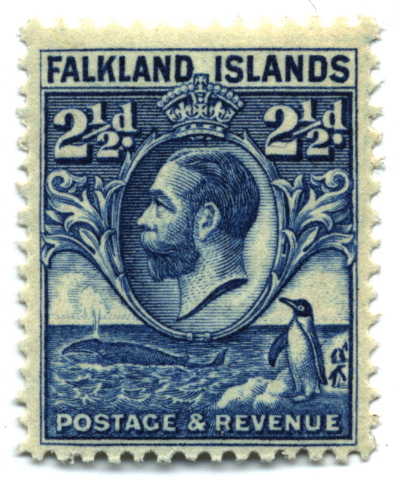
قد يبحث كل من هواة جمع صور الحيتان وصور البطاريق المرسومة على الطوابع في الحصول على هذا الإصدار الصادر عام 1929 من جزر فوكلاند.

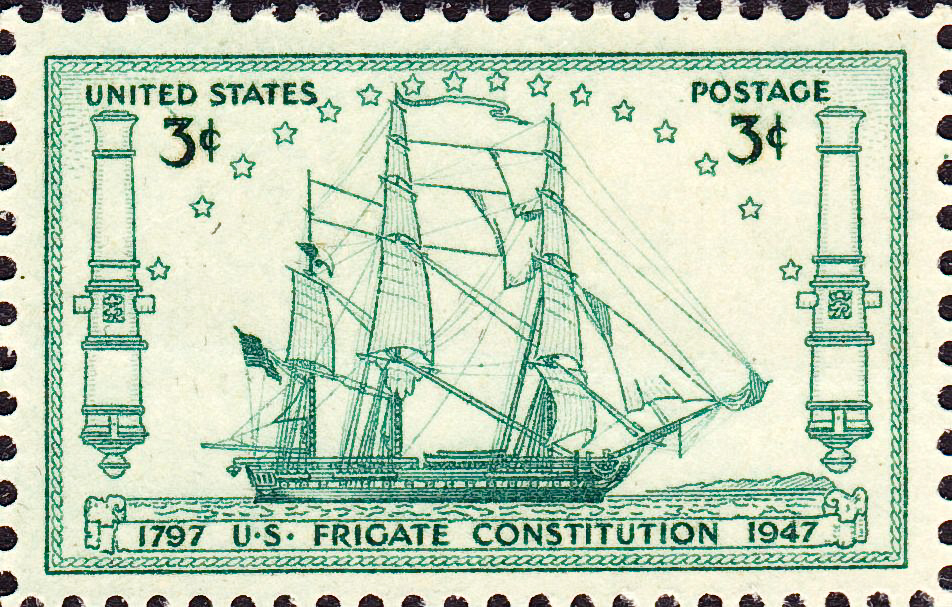
صور سفن على طوابع بريدية: الطابع عليهِ صورة حاملة الطائرات الأمريكية USS Constitution.

## خلفية
كان إصدار الطوابع الأولى ببساطة يحمل صور تماثيل نصفية لملوك الحكم أو شخصيات مهمة أو شعارات النبالة، ولكن مع مرور الوقت بدأت الطوابع تحمل مجموعة أوسع من الرسوم الفنية والتصميمات. فظهرت صور الدببة على طوابع سانت لويس المؤقتة في عام 1845، بينما ظهر القندس على طوابع كندا الأولى. وبعد مرور أكثر من 150 عامًا، أصبح تنوع التصاميم على الطوابع هائلاً، مما أتاح لهواة جمع الطوابع الموضعية مجالاً واسعًا للعثور على طوابع لموضوعهم المختار. وفي الواقع، طبعت العديد من الطوابع لدرجة أن بعض الموضوعات الشائعة، مثل السفن أو الطيور، أصبح من المستحيل تقريبًا أن تكتمل في الطوابع، وقد يتخصص هواة جمع الطوابع الموضعية بشكل أكبر، مثل البحث عن السفن الشراعية ذات الزخارف المربعة فقط، أو الطيور التي لا تطير فقط.

## التجميع
نظرًا لأن معظم أنواع تصاميم الطوابع متوفرة بشكل شائع وغير مكلفة، فإن الحصول عليها هو في الغالب مسألة البحث في دليل أو كتالوج الطوابع بحثًا عن الأنواع ذات الصلة، ومعرفة ما يكفي عن الموضوع للتعرف على الروابط الدقيقة. وقد نشرت الجمعية الموضوعية الأمريكية وغيرها كتيبات وقوائم بمواضيع أكثر تخصص.
تعتبر الأسواق ومنصات التجارة عبر الإنترنت هي الطريقة الأكثر شيوعًا لجمع الطوابع الجديدة.

طابع اسماك

## المسابقات
يُعتبر جمع الطوابع فئة معترف بها في المعارض التنافسية ولها لجنتها الخاصة لدى الاتحاد الدولي لهواة جمع الطوابع (FIP).

## المواضيع

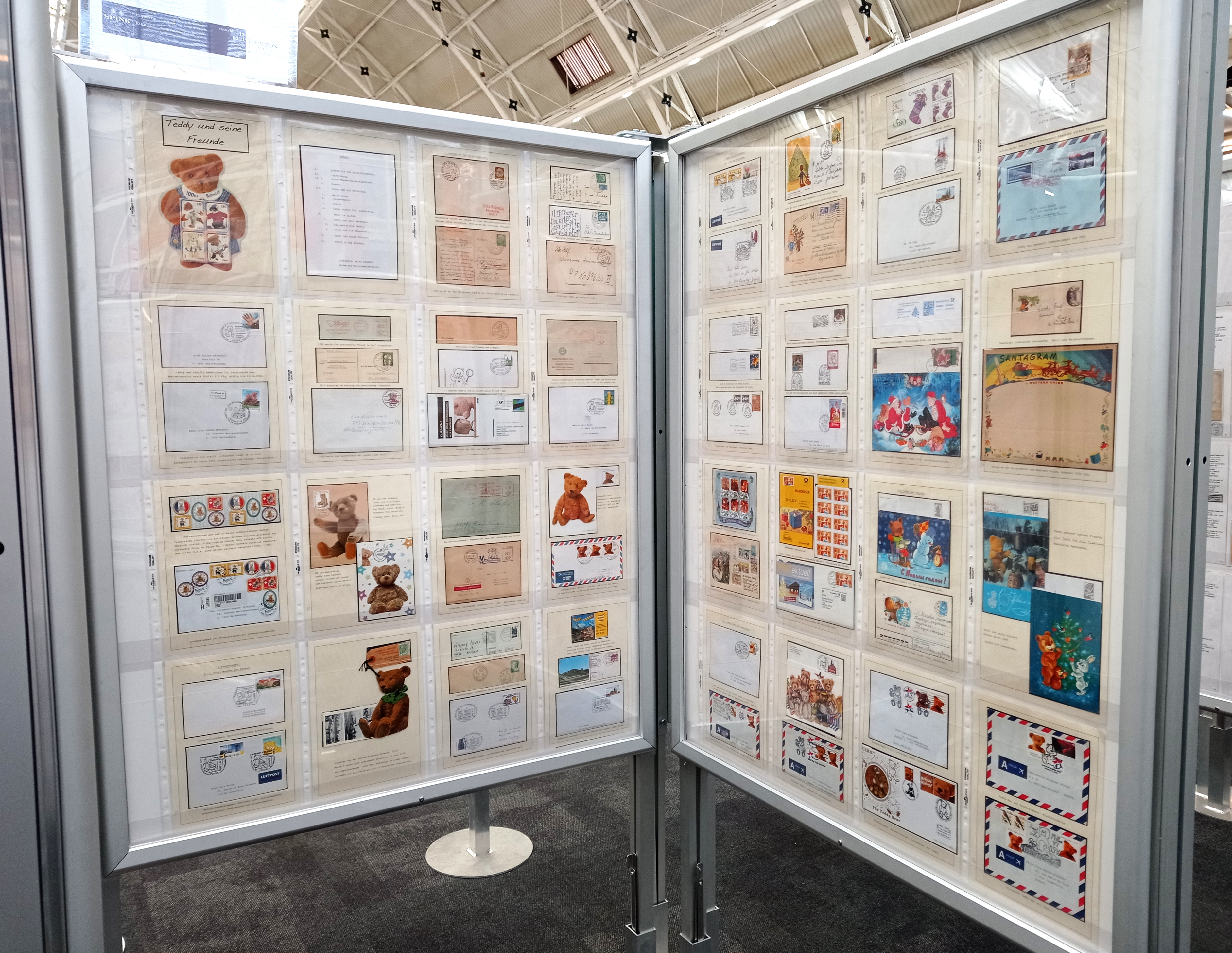
تيدي وأصدقاؤه عرض فئات منوعة من الطوابع الموضوعية في معرض لندن 2022 الدولي للطوابع البريدية

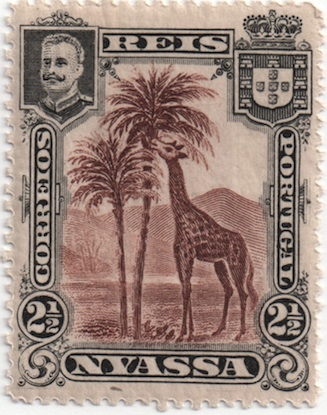
طابع بريد قد تبلغ قيمته الحقيقية 21⁄2 من إصدار نياسا كومبانيستامب لعام 1901، ويعتبر أول طابع يطبع على الإطلاق يحمل صورة حيوان الزرافة.

إن بعض الفئات تتضمن المواضيع التالية:
- طوابع الفن الزخرفي
- طوابع الدراجات الهوائية
- طوابع الطيور
- الكيمياء على الطوابع
- طوابع الديناصورات
- طوابع الأسماك
- طوابع الحشرات
- إنينيانا
- الرياضيات على الطوابع
- طوابع صور أشخاص
- طوابع رؤساء امريكا
- طوابع السفن
- صور تاريخ استكشاف الفضاء الأمريكي على الطوابع البريدية الأمريكية
- صور تاريخ استكشاف الفضاء أوفيت على الطوابع السوفيتية
- صور طوابع على الطوابع

ولقد صدرت طوابع ذات تصميم فوضوي خلال الحرب الأهلية الإسبانية من قبل الاتحاد الوطني للعمال.

## اقرأ أيضاً
- Bold, W.E.J. van den. Handbook of Thematic Philately. Limassol: Published by James Bendon for The British Thematic Association, 1994 (ردمك 996-357-970-1)
- Branston, A. J. Thematic and Topical Stamp Collecting: A practical and comprehensive handbook for thematic, topical, and subject collectors. London: Batsford, 1980 (ردمك 0-7134-1974-1)
- Griffenhagen, George and Jerome Husak. Adventures in Topical Stamp Collecting. Tucson: American Topical Association, 1997
- Gupta, V.K. A Handbook on Thematic Philately. Delhi: B.D. Gupta, 1989
- Lee, Alma. Introducing Thematic Collecting. British Philatelic Trust in conjunction with the National Philatelic Society, 1983. (Edited by Richard West)
- Martin, M. W. Topical Stamp Collecting. New York: Arco Pub. Co., 1975 (ردمك 0-6680-3754-7)
- Morris, Margaret. Thematic Stamp Collecting. London: Gibbons, 1977 (ردمك 0-85259-920-X)